# Papravənd-Mausoleum
Das Papravənd-Mausoleum (eingedeutscht Paprawend) ist ein architektonisches Baudenkmal im Dorf Papravənd der Provinz Ağdam von Aserbaidschan.

## Geschichte und architektonische Besonderheit
Unter Berücksichtigung der architektonisch-planerischen Struktur des Gebäudes, der Konstruktionsmerkmale der Kuppelgewölbe sowie der dekorativen Gestaltung der Fassadenwände wird die Bauzeit des Denkmals auf das 16. Jahrhundert datiert.
Das Mausoleum hat einen quadratischen Grundriss und eine kreuzförmige Halle im Inneren. Die Wände sind aus Kalkstein gefertigt. Der Grundriss ist charakteristisch für das 16. Jahrhundert und gehört zur Gruppe der Kuppelbauten. Im zentralen Teil war die Konstruktion mit einer Kuppel und in den Seitenflügeln mit Lanzettgewölben bedeckt. Der Übergang vom zentralen Platz zur Kuppel wurde mit Hilfe eines Pendentifs vollzogen.
Das Mausoleum wurde im Juli 1972 aufwändig geräumt, vermessen und untersucht. Im Sommer 1993 wurden große Teile der Provinz Ağdam, darunter die Ortschaft Papravənd von armenischen Truppen besetzt. Gemäß dem trilateralen Abkommen vom 10. November 2020 zwischen Armenien, Aserbaidschan und Russlands erfolgte die Rückgabe an Aserbaidschan. Das Dorf liegt derzeit in Ruinen, das Mausoleum selbst befindet sich in einem halb zerstörten Zustand. Auf dem Monument sind keine Inschriften erhalten geblieben.